# Asch-Schahaniyya
asch-Schahaniyya (arabisch الشحانية, DMG aš-Šaḥānīya) ist eine von acht Gemeinden Katars. Die Hauptsiedlung ist die gleichnamige Stadt asch-Schahaniyya. Die Gemeinde hatte bei der Volkszählung von 2015 insgesamt 187.571 Einwohner.
asch-Schahaniyya grenzt an drei Gemeinden: al-Chaur im Norden, Umm Salal im Osten und ar-Rayyan im Südosten.

## Geschichte
Die Gemeinde entstand 2014 aus Teilen von ar-Rayyan.

## Demografie
| März 1986 | März 1997 | März 2004 | April 2010 | April 2015 |
| --------- | --------- | --------- | ---------- | ---------- |
| 12.841    | 19.328    | 23.445    | 62.962     | 187.571    |